# Lovászpatona
Lovászpatona là một thị trấn thuộc hạt Veszprém, Hungary. Thị trấn này có diện tích 49,9 km², dân số năm 2010 là 1137 người, mật độ 23 người/km².